# Echinasteridae
Echinasteridae, del griego clasico ἐχῖνος (ekhînos), "erizo", y ἀστήρ (astḗr), "estrella", es una familia de estrellas de mar del orden monotípico Spinulosida. La familia incluye ocho géneros y alrededor de 133 especies que habitan en el fondo marino en diversos hábitats alrededor del mundo.

## Taxonomía
Echinasteridae contiene ocho géneros y alrededor de 133 especies. Los dos géneros Echinaster y Henricia son los más numerosos y forman complejos de especies. Echinaster tiene una distribución mayoritariamente tropical y se encuentra en mares poco profundos, incluidas las plataformas continentales, mientras que Henricia es cosmopolita y se encuentra principalmente en aguas frías, incluidos hábitats polares y ubicaciones abisales. Aleutihenricia y Odontohenricia son nativas del noreste del océano Pacífico, en las proximidades de las islas Aleutianas. 

## Características
Los equinásteridos son en su mayoría estrellas de mar de cinco brazos con discos gruesos pero pequeños y brazos largos, delgados y a menudo cilíndricos. La cutícula está cubierta tanto en la superficie aboral (superior) como en la oral (inferior) por un entramado de huesecillos que son placas aplanadas o redondeadas, o placas pseudopaxiliformes (con forma de clavija) con bases anchas. La boca está rodeada de placas triangulares ajustadas. Los poros a través de los cuales se proyectan los pies tubulares son pequeños y las placas a cada lado de los surcos ambulacrales son angulares y tienen espinas. Los equinásteridos no tienen pedicelarios.

## Ecología
Los equinásteridos son animales epifaunales que viven en el fondo marino, sobre rocas, arena, grava o fango. Se alimentan de invertebrados incrustantes como esponjas , tunicados y moluscos , además de detritos. Además, el Echinaster utiliza cilios para crear una corriente que atraiga zooplancton y partículas orgánicas hacia su boca. Henricia es un carroñero y un filtrador. 
Los sexos están separados en estas estrellas de mar. Los huevos son grandes y vitelinos y el desarrollo se realiza mediante larvas de braquiolaria. En algunas especies, estos son planctónicos , pero en otras, las hembras crían a sus crías en una cámara de cría debajo de sus brazos. Echinaster luzonicus es famoso por desprenderse de sus brazos en un proceso conocido como autotomía , pudiendo luego regenerar un nuevo disco a partir de un solo brazo.  Esta es una forma de reproducción asexual y no se sabe que E. luzonicus se reproduzca de ninguna otra manera. Otro equinástero que se reproduce asexualmente es Henricia sexradiata , pero en este caso, el disco también se divide. 

## Géneros
Los siguientes géneros están reconocidos por el Registro Mundial de Especies Marinas : 
- Aleutihenricia Clark y Jewett, 2010
- Dictador Wood-Mason y Alcock, 1891
- Echinaster Müller y Troschel, 1840
- Henricia Gray, 1840
- Metrodira Gray, 1840
- Odontohenricia Rowe & Albertson, 1988
- Plectaster Sladen, 1889
- Rhopiella Fisher, 1940